# Classe Flower (sloop)
Pour les autres classes de navires du même nom, voir Classe Flower.
La classe Flower comprenait cinq sous-classes de sloops construits dans le cadre du programme de guerre d'urgence pour la Royal Navy pendant la Première Guerre mondiale, qui ont tous reçu le nom de diverses fleurs.
Ces navires étaient communément appelées "bordures herbacées", en référence humoristique à un adage bien connu de la Royal Navy (Britain's best bulwarks are her wooden walls, en français « Les meilleurs remparts de la Grande-Bretagne sont ses murs en bois ») ainsi qu'à un type de bordure de jardin populaire au Royaume-Uni.

## Flotte de dragueurs de mines
Les sloops de classe Flower ont été conçus pour être construits dans les chantiers navals marchands, afin d'alléger la pression sur les chantiers spécialisés dans les navires de guerre. Les trois premiers groupes ont été les premiers dragueurs de mines de la flotte, construits avec une triple coque à l'avant pour offrir une protection supplémentaire contre les pertes dues aux dommages causés par les mines lors des missions. Lorsque les attaques sous-marines contre les navires marchands britanniques sont devenues une menace sérieuse après 1916, les dragueurs de mines existants de la classe Flower ont été transférés pour escorter les convois et équipés de grenades sous-marines ainsi que de canons navals de 4,7 pouces de calibre 119 mm.
- Sloop de classe Acacia : premier groupe construit en 1915. 24 navires construits en deux lots de 12. Deux ont été coulés pendant la guerre.
- Sloop de classe Azalea : 12 navires construits en 1915. Acacias légèrement modifiés ; deux ont été coulés pendant la guerre.
- Sloop de la classe Arabis : 36 navires construits en 1915, huit autres pour la marine française. Cinq navires britanniques et un navire français ont été coulés.

Le Gentian et le Myrtle ont tous deux été perdus dans la mer Baltique le 16 juillet 1919 à cause des mines.

## Navires-leurres pour sous-marins (Q-ships)
Les deux derniers groupes, l'Aubrietias et l'Anchusas, étaient conçus comme des navires-leurres pour sous-marins, ou Q-ships, avec des canons cachés et une apparence distinctive de marine marchande. Ces navires ont donc été les premiers navires de lutte anti-sous-marine construits spécialement, et les types qui leur ont succédé ont été les sloops anti-sous-marins de la Seconde Guerre mondiale, qui sont devenus les frégates modernes de lutte anti-sous-marine pendant la bataille de l'Atlantique de 1939-45.
- Sloop de la classe Aubrietia : 12 navires construits en 1916; deux ont été coulés.
- Sloop de classe Anchusa : 28 navires construits en 1917; six ont été coulés.

## Service
Au total, 112 navires de la classe Flower ont été construits pour la Royal Navy, et huit autres pour la Marine nationale française. Parmi ceux-ci, 17 Flowers britanniques et un Flowers français ont été coulés.
Certains membres de cette classe ont servi comme patrouilleurs dans le monde entier pendant les années de paix entre les deux guerres, mais presque tous ont été éliminés par la Seconde Guerre mondiale. Cela a permis de redonner vie à la majorité des noms de classe pour les nouvelles corvettes plus petites de la classe Flower.

## Survivants
Deux navires du dernier groupe d'Anchusa, le Chrysanthemum et le Saxifrage (rebaptisé Président en 1922), ont survécu et ont été amarrés sur la Tamise pour être utilisés comme navires de forage par la Royal Naval Volunteer Reserve (RNVR) jusqu'en 1988, soit un total de soixante-dix ans de service dans la Royal Navy.
Le Chrysanthemum a été vendu à des propriétaires privés et mis au rebut en 1995. Le President a été vendu et conservé, et est maintenant l'un des trois derniers navires de guerre de la Royal Navy construits pendant la Première Guerre mondiale (avec le croiseur léger HMS Caroline de 1914 à Belfast, et le monitor HMS M33 de 1915 au chantier naval de Portsmouth.